# Melanargia moghrebiana
Melanargia moghrebiana är en fjärilsart som beskrevs av Varin 1951. Melanargia moghrebiana ingår i släktet Melanargia och familjen praktfjärilar. Inga underarter finns listade i Catalogue of Life.